# ヤマハ・ビーノ
ビーノ（Vino）とは、ヤマハ発動機が製造販売しているスクータータイプのオートバイである。
本項では派生車種にあたる電動スクーターの E-Vino（イービーノ）についても記述する。

## モデル一覧

### Vino（50cc）
Vinoは1997年3月8日に発売された。エンジンは同社の50ccスクーターで一般的な2ストロークを用いていた。外見は女性も意識したファッショナブルなデザインにし、アイドルのパフィーを起用して各種の宣伝を行ったところヒット車種となり、その後も毎年カラーリングの変更や小改良などを繰り返し、1998年3月2日には外装を変更したVinoクラシック が発売されるなど各種の特別仕様車も追加発売された。
車体、エンジン共に基本構造が横型エンジンのジョグアプリオと共通となっている。但しフロントサスペンションはジョグとは異なるボトムリンク式である。1999年には排ガス規制に対応してジョグ同様にマフラーに触媒を装備した。
2004年3月29日に2代目へモデルチェンジ。生産拠点を台湾（台湾山葉機車工業）へ移管し、環境対策からヤマハの50ccスクーターとしては初めて4ストロークエンジンへの変更を受けることになった。そのエンジンはシリンダーにメッキ処理を施した水冷方式の3バルブOHCであり、様々な技術を用いて走行性能を落とさないように配慮されたものとなっている。車体も旧モデルのイメージを継承しつつ全面新設計となり、アルミキャストホイールも装備された。
2007年11月16日にはエンジン吸気系統にフューエルインジェクションを搭載し、排気系統に触媒を装備するマイナーチェンジ を受けたが、これは先に発売されていた台湾仕様を日本国内向けにしたものである。
2015年10月20日 と2017年8月21日 にはジョグ同様に排ガス規制対策によるマイナーチェンジが行われた。なお2016年より通常仕様は「ビーノ デラックス」として発売されている。
アメリカにも2ストローク時代から輸出販売されているが、マイル表示メーターやウインカー等が日本仕様と異なる。
2018年5月25日に3代目へモデルチェンジ。本モデル(2BH-AY02)は、2016年10月に発表された本田技研工業とヤマハ発動機の原付一種領域における業務提携により、2BH-AF77型ジョルノの外観を変更したヤマハ発動機向けOEM車であり、熊本県菊池郡大津町平川の本田技研工業熊本製作所で製造されている。

### Vino Molfe
Vino Molfe（ビーノ モルフェ）は2009年4月10日に発売された。ジョグポシェの後継にあたる主婦向けのモデルで、フロント部分に巨大バスケットを装備し、ヘッドライトを前面下部に、ウインカーをハンドル部分に移動させている。このモデルも2015年10月20日と2017年8月21日にエンジン変更によるモデルチェンジが行われる。

### Vino90
Vino90は台湾で1999年2月に発売された。台湾山葉機車工業で製造され、日本仕様Vinoとは異なるデザインでジョグ90(3WF)系の82cc空冷2ストロークエンジンを搭載する。車体デザイン以外のVino（5AU）との相違点として、フロントサスペンションがテレスコピックでボトムリンク風のメッキカバーが付き、フロントディスクブレーキを装備する。同じ車体の50cc(2ストローク)も台湾で製造・販売され、ヒットして数々の特別仕様車が作られた。
日本では並行輸入により一部の店舗で販売されていた。2004年に製造終了。

### Vino125
Vino125は台湾で2000年4月に発売された。台湾山葉機車工業でデザイン・製造され、当初はVino Bianco 125という名前で、他のビーノの様にバーハンドルでは無く一般的なスクーター同様なハンドルカウルを持ち、メーターやヘッドライトも組み込まれていた。エンジンはシグナス系の124cc空冷4ストロークエンジンを搭載する。Vino BiancoRはフロントディスクブレーキである。2004年4月にモデルチェンジされVino125となる。ヘッドライトがハンドルカウルから他のビーノと同様にレッグシールドに移設され、バーハンドル化、メッキ別体メーター装備などビーノらしいデザインに変更された。フロントディスクブレーキでアルミキャストホイールを装備する。
Vino90と同じく日本では並行輸入により一部の店舗で販売されていた。2009年に台湾の排出ガス規制が強化されたため台湾での販売は終了したが、その後もアメリカ仕様やオーストラリア仕様などが輸出されていた。

## E-Vino
E-Vino（イービーノ）は2014年に台湾で販売された後の2015年8月20日 に日本で発売された電動スクーターで、日本においては原動機付自転車となる。
車体はビーノのものを流用しているが、メットインにあたる部分をバッテリーが2個搭載できるスペースにし、後輪左側の駆動部に定格出力 580W のモーターを搭載した。なお通常の搭載バッテリーは1個のみで、2個めのスペアバッテリーも搭載できるがオプションとして発売されている。
走行モードは2種類が設定できるが、坂道などに対応するため一時的に出力を上げる「ブースト」機能専用のスイッチも装備されている。
製造はビーノ同様に台湾山葉機車工業で行われている。なお台湾仕様車のE-VINOも発表されているが車体はビーノモルフェがベースとなっている。
テレビ東京の旅バラエティ番組「出川哲朗の充電させてもらえませんか?」で用いられている。

## 車名の由来
車名はイタリア語でワインを意味するVino（ヴィーノ）より命名された。なお、Vino Biancoはイタリア語で白ワインのこと。